# سنديان شيواوي
سنديان شيواوي (الاسم العلمي: Quercus chihuahuensis)، نوع نبات من جنس السنديان وفصيلة الزانية. موطنه يمتد من غرب تكساس الغربي الأقصى إلى سونورا وجنوبًا إلى زاكاتيكاس وسان لويس بوتوسي. ينمو معظمه في منتصف المرتفعات (400-2000 م) في الغابات مختلطة مع الصنوبر وأشجار البلوط الأخرى. وهو واحد من الأنواع السائدة في سييرا مادري أوكسيدنتال في تشيهواهوا وسونورا.